# Ostthrakien

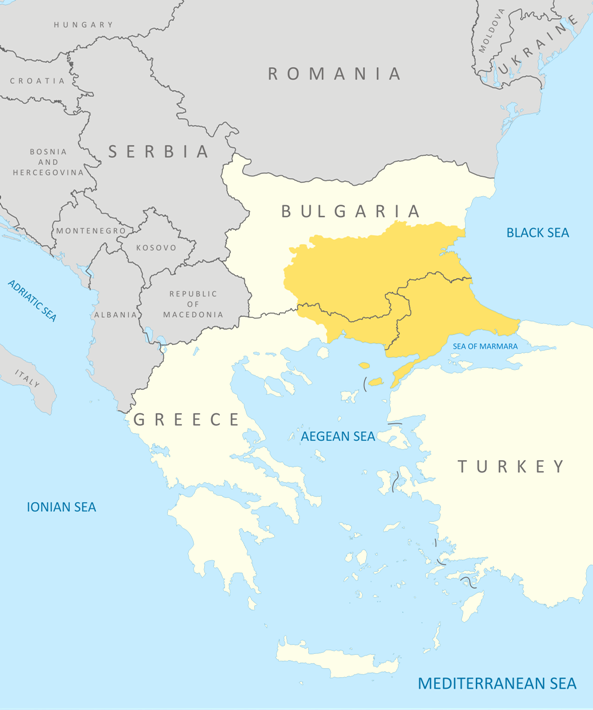
Das Gebiet des antiken Thrakien innerhalb der heutigen Staatsgebiete

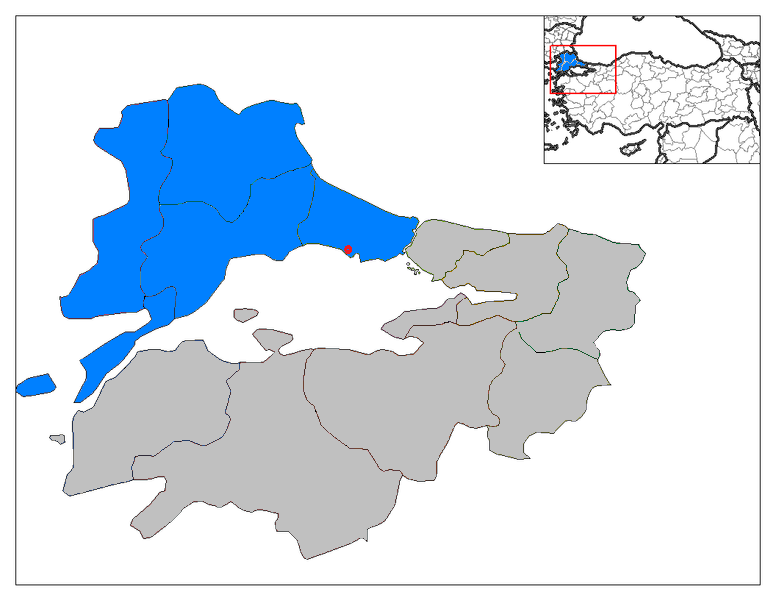
Ostthrakien

Ostthrakien oder die Europäische Türkei (auch türkisches Thrakien, türkisch Doğu Trakya oder Trakya Bölgesi; bulgarisch Източна Тракия Iztotschna Trakija oder Одринска Тракия Odrinska Trakija ‚Edirne-Thrakien‘ zu bulg. Odrin Одрин ‚Edirne‘; griechisch Ανατολική Θράκη Anatoliki Thraki) ist der geographische Teil der Türkei, der sich auf der Balkanhalbinsel und somit auf dem europäischen Kontinent befindet (etwa 3 % der Landesfläche). Der Name leitet sich von der antiken Urbevölkerung ab, den Thrakern. Die Region ist der östliche Teil der historischen Landschaft Thrakien.

## Geschichte
In der Antike gehörte die Region zu den umkämpften Grenzregionen der hellenischen und der persischen Welt. Später wurde sie zum Kernland des Reichs des thrakischen Stammes der Odrysen, bis zu der Eroberung durch die Römer.
Während der Zeit des oströmischen, byzantinischen Reichs gehörte die Region zum direkten Hinterland von Konstantinopel. In dieser Zeit wurde sie in den Gebieten Makedonien und Thrakien zusammengefasst. Die Spätantike und das Frühmittelalter sind durch zahlreiche Einfälle und Verwüstungen von Kelten, Westgoten, Ostgoten, Awaren, Protobulgaren etc. dokumentiert. Im gesamten Mittelalter war die Zugehörigkeit der Region zwischen dem Bulgarischen und Byzantinischen Reich umkämpft. In Ostthrakien konnten in Auswertung der reich erhaltenen literarischen, archäologisch-kunsthistorischen und landschaftlichen Quellen sowie der Toponymie mehr als 700 Stätten aus Antike und Mittelalter dokumentiert werden.
Der europäische Teil der Türkischen Republik wurde während des Osmanischen Reiches als Rumelien („Land der Romaioi“ = „Land der (Ost-)Römer“, also der Griechen) bezeichnet, im Gegensatz zu Anadolu, heute Anatolien (aus dem Griechischen für „Land im Osten“), jenem Teil der Türkei, der zu Vorderasien gehört. Im August 1903 fanden dort einige der zentralen Kampfhandlungen des Ilinden-Preobraschenie-Aufstandes statt, der gegen die türkische Herrschaft gerichtet war und zur Ausrufung der kurzlebigen Strandscha-Republik führte. Während des Ersten Balkankrieges 1912, gelang es der bulgarischen Armee, fast ganz Ostthrakien (mit Ausnahme von Konstantinopel und den Dardanellen) zu erobern. Nach dem Ersten Weltkrieg wurde das Gebiet im Vertrag von Sèvres Griechenland zugeteilt; Konstantinopel verblieb jedoch bei der Türkei. Als Ergebnis des kurz darauf ausgebrochenen Griechisch-Türkischen Kriegs fiel Ostthrakien im Vertrag von Lausanne wieder an die Türkei.

## Moderne Grenzen und Provinzen
Die heutigen Grenzen folgen den Grenzen und Küstenlinien des türkischen Staates. Im Norden grenzt die Region an Bulgarien und Nordthrakien, im Westen bildet der Fluss Mariza die natürliche Grenze zu Griechenland und Westthrakien. Im Süden grenzt die Region an das Marmarameer und im Osten an das Schwarze Meer.
Zu Ostthrakien gehören heute die türkischen Provinzen Kırklareli, Tekirdağ, Edirne sowie die europäischen Teile von Istanbul und Çanakkale.
| Provinz                       | Fläche (km²) | Bevölkerung (Zensus von 2007) | Bevölkerungsdichte (pro km²) |
| ----------------------------- | ------------ | ----------------------------- | ---------------------------- |
| Edirne                        | 6.279        | 396.462                       | 63,1                         |
| Kırklareli                    | 6.550        | 333.256                       | 50,8                         |
| Tekirdağ                      | 6.218        | 728.396                       | 117,1                        |
| sub-total                     | 19.047       | 1.458.114                     | 76,5                         |
| İstanbul (europäischer Teil)  | 3.421        | 8.183.969                     | 2392,2                       |
| Çanakkale (europäischer Teil) | 1.296        | 56.745                        | 43,7                         |
| Total                         | 23.764       | 9.698.828                     | 408,1                        |

Die wichtigsten Städte im türkischen Teil Thrakiens, mit Ausnahme von Istanbul, das sich auf zwei Kontinenten befindet, sind (Angaben aus dem Jahr 2000):
- Çorlu, 150.000 Einwohner
- Edirne, 119.298 Einwohner
- Silivri, 108.155 Einwohner
- Tekirdağ, 107.191 Einwohner
- Lüleburgaz, 79.002 Einwohner
- Kırklareli, 53.221 Einwohner

## Bevölkerung
Bis zum Zweiten Balkankrieg (1913) wohnten dort noch neben Türken und Roma viele thrakische Bulgaren und bis Anfang des 20. Jahrhunderts (s. auch Teşkilât-ı Mahsusa) sowie bis zum Pogrom von Istanbul (1955) Griechen, die vertrieben wurden.
Im Sommer 1934 wurde die jüdische Bevölkerung in Ostthrakien Opfer kollektiver Gewalt, anschließend wurde sie bei einem Pogrom vertrieben.
Örtliche Behörden wiesen die Juden an, binnen weniger Tage ihre Geschäfte abzuwickeln und ihre Unterkünfte zu verlassen, was auch geschah. Viele ließen ihren Besitz zurück oder mussten ihn zu Schleuderpreisen an einheimische Türken verkaufen; einige konnten ihre bewegliche Habe mitnehmen.
Man schätzte die Zahl der Vertriebenen auf bis zu 10.000 Menschen; offizielle türkische Angaben behaupteten 3.000 Vertriebene.
Das türkische Thrakien wird heute überwiegend von anatolischen Türken, die durch das Besiedlungsgesetz (İskân Kanunu) von 1934 angesiedelt wurden, und den Nachkommen von Muhacir (Balkan-Türken, den Gadschalen (Muslimischen Gagausen), Pomaken (Muslime aus Bulgarien)), sowie muslimischen Roma, die sich selbst Romanlar nennen, bewohnt. Während des Bevölkerungsaustauschs zwischen Griechenland und der Türkei gemäß dem Vertrag von Lausanne wurden mehrheitlich griechische Muslime, die Vallahaden (Patriyotlar) aus der griechischen Region Makedonien, sowie muslimische Meglenorumänen (Karacaovalilar) und Krimtataren nach Ostthrakien umgesiedelt.
Die türkische 1. Armee ist in der Gegend stationiert.